# 邓广殷
邓广殷（？—2015年），男，祖籍广东五华，中华人民共和国企业家，曾任香港邓崇光置业有限公司董事长，第六、七、八、九届全国政协委员。

## 轶事
鄧與宋慶齡關係匪淺。1980年代初，宋離世後，她六千多冊藏書全部送給了鄧。

## 家庭
父亲邓文钊，母亲何捷书。